# Fritz Girr
Fritz Girr (Augsburgo, 3 de octubre de 1963) es un deportista alemán que compitió para la RFA en vela en la clase Star. Ganó una medalla de plata en el Campeonato Mundial de Star de 1987.

## Palmarés internacional
| \| Campeonato Mundial \| Campeonato Mundial \| Campeonato Mundial \| Campeonato Mundial \| \| Año \| Lugar \| Medalla \| Clase \| \| ------------------ \| ------------------------ \| ------------------ \| ------------------ \| \| 1987 \| Chicago (Estados Unidos) \| Medalla de plata \| Star \| |                          |                  |       |
| Campeonato Mundial |                          |                  |       |
| Año | Lugar                    | Medalla          | Clase |
| 1987 | Chicago (Estados Unidos) | Medalla de plata | Star  |